# Rue Charles Meert
Pour les articles homonymes, voir Charles et Meert.
La rue Charles Meert (en néerlandais : Charles Meertstraat) est une rue bruxelloise de la commune de Schaerbeek qui va de la chaussée de Helmet à la rue Chaumontel en passant par la rue Fernand Séverin et la rue Sander Pierron.
La numérotation des habitations va de 3 à 93 pour le côté impair et de 10 à 92 pour le côté pair.
Pierre Charles Meert est un ancien échevin schaerbeekois, né à Schaerbeek le 8 mai 1813 et décédé à Schaerbeek le 11 juin 1902.

## Adresses notables
- nos 33-35 : Immeubles du Foyer schaerbeekois